# 傑瑞米·海利克森
傑瑞米·羅伯特·海利克森（英語：Jeremy Robert Hellickson，1987年4月8日—），前美國職棒大聯盟職業棒球員，守備位置為先發投手，生於美國愛荷華州得梅因。

## 職棒生涯

### 坦帕灣光芒
海利克森畢業於Herbert Hoover High School。2005年那時他才18歲，在選秀會上被當時還叫魔鬼魚的光芒隊在第四輪118順位選到。2010年他首次在大聯盟亮相，先發四場拿到四勝，而且沒有敗績。
海利克森在2011年有第一個完整球季，他以13勝10敗、投手自責分(ERA)2.95的表現，協助光芒拿下美國聯盟外卡資格，他領先洛杉磯天使的楚蘭伯(Mark Trumbo)，在28張第一名選票中拿下17張，榮獲美聯的年度最佳新人獎。
2012年他的第一場勝投在自己的生日拿到，對手是洋基隊，他差點完投完封勝。這年他獲得10勝11負的戰績，防禦率是水準的3.10，可惜當年光芒對沒有進入季後賽。
2013年球季他雖然在季中就拿到10勝，但卻逐漸受到傷勢的困擾的影響。雖然他整季勉強出賽完整，但5.17的防禦率是生涯最不理想的，當年光芒隊也沒讓他在季後賽先發。
2014年年初，球團證實他必須動手肘手術而缺席大半場的比賽。直到7月27日他才傷後首度出賽先發，面對的是紅襪隊，他投了4.2局，但因為用球數太多，即使球隊2比0領先，教練還是只好把他換下來，無緣傷後復出第一場就奪勝。最後光芒隊以3比0擊敗紅襪隊。球季結束後被交易給響尾蛇隊。

### 亞利桑那響尾蛇
2015年1月16日，他簽下一年的合同價值$4.275億避免了仲裁

### 費城費城人
2015年11月14日，響尾蛇用海利克森交易了费城费城人队的小联盟投手萨姆·麦克威廉斯（Sam McWilliams）。

## 技術特點
海利克森的直球球速並不快，最快球速有96mph（均速88mph-90mph），直球球質很輕，多半到滿球數時才會以此球種來對決，大多介於90-91mph。最拿手的球種還是變速球，讓打者揮空的比率很大，另外也會投一些曲球以及滑球。
海利克森有一個問題，就是用球數比較多，所以目前還沒有能投超過200局的球季。投球姿勢也相當怪異，會先高高舉起腿，再直直放下往前踩，與隊友亞力士·柯布投球姿勢甚是相像。

## 生涯戰績
| 年度   | 球隊       | 出賽 | 勝投 | 敗投 | 救援 | 奪三振 | 四死 | 完投 | 完封 | 被安打 | 被全壘打 | 投球局數 | 防禦率 |
| 2010年 | 坦帕灣光芒 | 10   | 4    | 0    | 0    | 33     | 8    | 0    | 0    | 32     | 5        | 36.1     | 3.47   |
| 2011年 | 坦帕灣光芒 | 29   | 13   | 10   | 0    | 117    | 72   | 2    | 1    | 146    | 21       | 189.0    | 2.95   |
| 2012年 | 坦帕灣光芒 | 31   | 10   | 11   | 0    | 124    | 59   | 0    | 0    | 163    | 25       | 177.0    | 3.10   |
| 合計   | 3年        | 70   | 27   | 21   | 0    | 274    | 139  | 2    | 1    | 341    | 51       | 402.1    | 3.06   |

## 外部連結
- 球員資訊和成績在MLB ，ESPN ，Retrosheet ，Baseball Reference ，Baseball Reference (Minors) ，Fangraphs ，The Baseball Cube （英文）
- 傑瑞米·海利克森的X（前Twitter）
- 傑瑞米·海利克森在台灣棒球維基館上的頁面（繁體中文）